# Звенигородский, Иван Дмитриевич
Князь Ива́н Дми́триевич Звенигоро́дский (1858, Котовка — 1932, Ульяновск) — последний председатель земской управы Ардатовского уезда Нижегородской губернии и уездный предводитель дворянства.

## Биография

### Происхождение и ранние годы
Родился в 1858 году в селе Котовке Ардатовского уезда Нижегородской губернии в семье отставного ротмистра и уездного предводителя дворянства Дмитрия Фёдоровича Звенигородского. Правнук первого градоначальника Ардатова Ивана Фёдоровича Звенигородского.

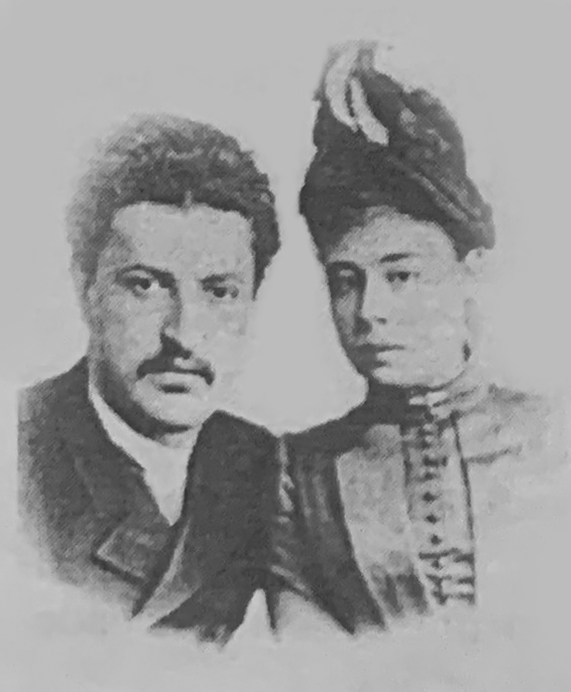
Иван Дмитриевич и Александра Михайловна Звенигородские

Получил домашнее начальное образование, после чего отправился на дальнейшую учёбу в Катковский лицей в Москву. Там познакомился с дочерью основателя лицея Александрой Михайловной, урождённой Катковой, с которой через несколько лет обвенчался в Москве. Получил статский чин в 1887 году, с 1913 года — статский советник.

### В Ардатове
В 1880-х или начале 1890-х годов Иван Дмитриевич с супругой переехали в Ардатов, где отец Ивана Дмитриевича приобрёл землю на углу Арзамасской и Покровской улиц (современные улицы Ленина и 30 лет ВЛКСМ), на которой построил дом для сына. Помимо этого, после смерти отца ему досталась достаточно серьёзная недвижимая собственность в Ардатовском уезде — 1478 десятин (около 1600 гектаров) земли при деревне Каркалее и селе Котовке. Там же, в Котовке находилась семейная усадьба нижегородской ветви Звенигородских. Помимо этого, Александре Михайловне принадлежали 443 десятины земли (около 480 гектаров) в селе Большие Серякуши.
С 1899 по 1917 год Иван Дмитриевич был председателем земской управы и уездным предводителем дворянства, занимал также в разные годы многочисленные иные должности: председателя училищного совета, председателя строительной комиссии, председателя попечительского совета женской гимназии, председателя уездного комитета попечительства о народной трезвости и так далее.

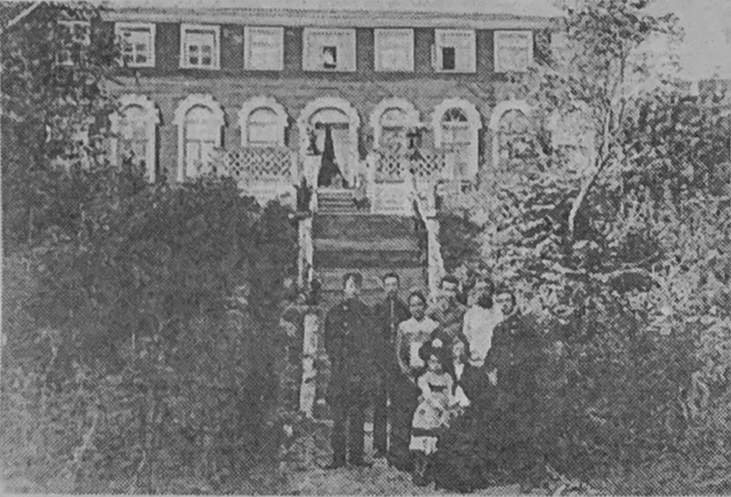
Котовская усадьба Звенигородских

За время руководства Звенигородского в Ардатовском уезде произошли существенные улучшения, прежде всего — в области народного образования. Так, число учебных заведений (в том числе женских) выросло с 1902 по 1914 годы с 70 до 129. В Ардатове женское 2-классное училище было реорганизовано сперва в женскую прогимназию, а затем — и в гимназию; для неё было построено новое кирпичное здание. Для мужской гимназии был возведён ещё один новый корпус. Училища по возможности оснащались библиотеками — только в 1906 году им было передано 30 библиотек. По ходатайству Звенигородского в гимназиях и училищах было увеличено преподавание арифметики, истории и географии, что позволило изменить направленность обучения от религиозного к светскому. Увеличилось количество женских учебных заведений — в одном 1907 году открылись сельские училища в Глухове, Илеве, Кременках, Кулебаках, Личадееве, Саконах и Ташине. В 1907 году земское собрание Ардатовского уезда отчиталось о введении в уезде всеобщего образования.
Иван Дмитриевич способствовал развитию экономики уезда — за время его руководства земством в уезде открылось несколько картофелетёрочных (крахмальных) заводов, среди которых выделялись три завода купца Максима Ивановича Осипова. Помимо этого, были построены новые и отреконструированы старые железоделательные и чугунолитейные заводы, развивалось мелкое производство, торговля, ремёсла, строительство. Были возведены новое здание уездного земского собрания, новый корпус больницы в Ардатове, сельская больница в Стёксове, акушерские и фельдшерские пункты в Дивееве, Осиновке, Кулебаках, Ташине. Развивалась ветеринарная служба.

### Последние годы и смерть

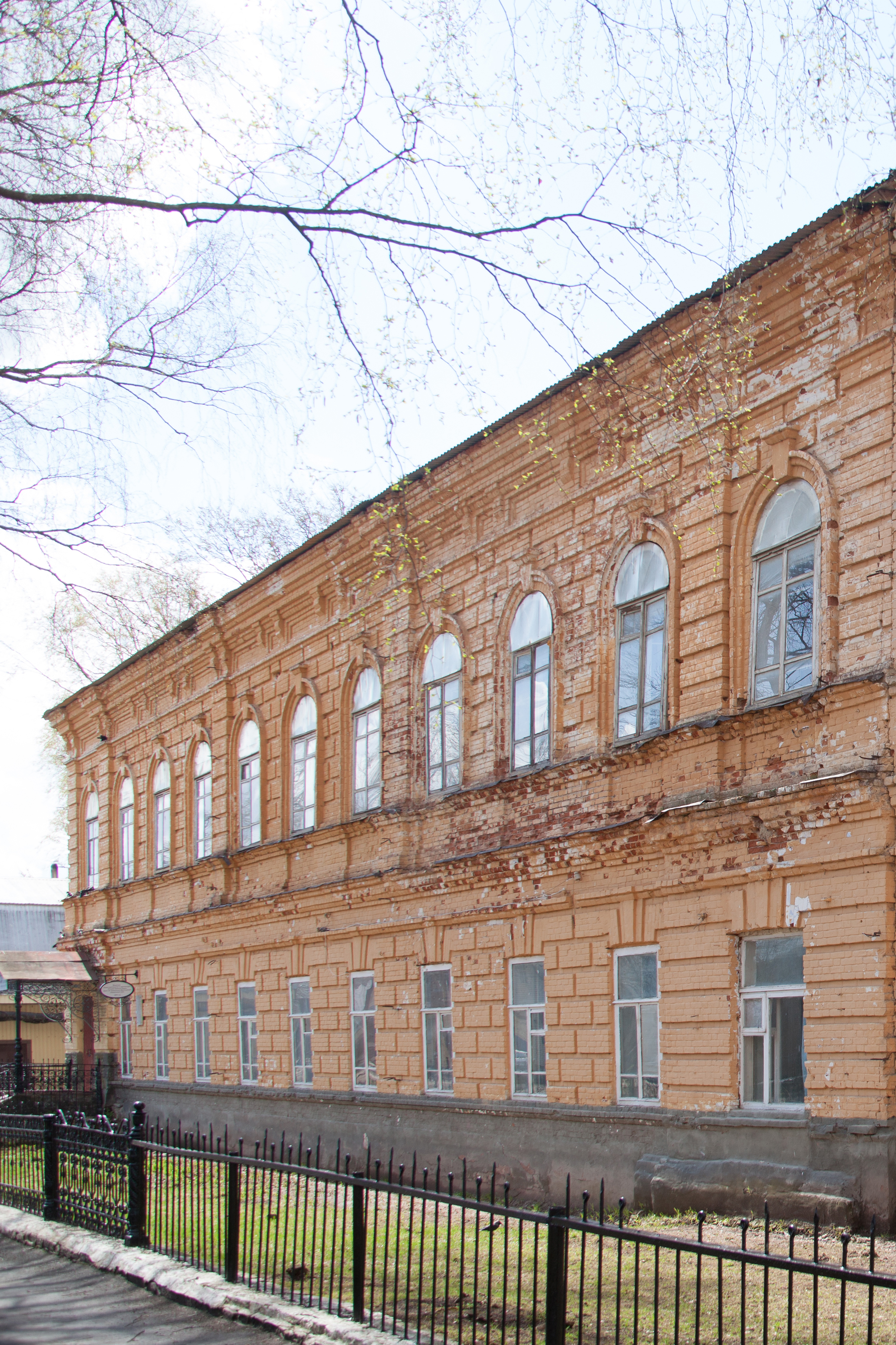
Бывшее здание земской управы в Ардатове. Современный вид

Сведения о последних годах и дате смерти Ивана Дмитриевича Звенигородского противоречивы. По одним данным, он скончался 1 марта 1916 года. Однако, судя по наличии карточки Ивана Дмитриевича в базе правозащитной организации «Мемориал», князь дожил до Октябрьской революции 1917 года и скончался уже в советское время. Предположительно, Звенигородские были выселены из имения в Котовке и проживали после этого в Ардатове. В начале 1919 года Иван Дмитриевич был арестован и по некоторым данным в том же году скончался в заключении. В пользу этой версии говорит также и то, что имён Ивана Дмитриевича и Александры Михайловны нет в списке граждан Ардатова, не имевших права голоса в 1920 году, куда они, как представители княжеской фамилии должны были бы точно попасть (в списке есть четверо других Звенигородских). Вместе с тем, в других источниках говорится об освобождении Ивана Дмитриевича из заключения в 1919 году, после чего они с Александрой Михайловной якобы продолжали жить в Ардатове. Согласно этой версии, бывший князь был повторно арестован в 1931 году, после чего выслан в Ульяновск, где скончался через год.
Согласно последней из приведённых выше версий, Александра Михайловна до середины 1930-х годов жила в Ардатове, потом была отправлена в дом престарелых в Горький, а оттуда — в Серафимо-Понетаевский монастырь, где и скончалась через несколько лет. Дочь Ивана Дмитриевича Александра Ивановна выехала в 1924 году в Бельгию, где её потомки проживают до сих пор. Его сын Михаил Иванович был арестован в 1939 году, осуждён по статье 58-10 Уголовного кодекса РСФСР и скончался в заключении; реабилитирован в 17 февраля 1995 года.